# Gumma med pärtkorg
Gumma med pärtkorg är en oljemålning av den finländske konstnären Albert Edelfelt från år 1882. Konstverket är 83 cm hög och 60,5 cm bred och ingår i Hovings samling på Ateneum  i Helsingfors.
Som modell för målningen satt Edelfelts hembiträde Fredrika Snygg som kallades för Tajta. Hon var familjen Edelfeldt trogen under många år och hade även varit konstnärens barnflicka.[källa behövs]